# Pyrrhura melanura
El perico de cola negra, cotorra colinegra o periquito colirrojo (Pyrrhura melanura) es una especie de ave psitaciforme de la familia Psittacidae que vive en Sudamérica.

## Descripción
Mide unos 24 cm de largo. Su plumaje es principalmente verde. El cuello y pecho tienen plumas pardas con los bordes blancos que le dan un aspecto blanquecino escamado, variando la extensión de esta mancha clara entre las distintas subespecies. Presenta los bordes de las alas rojos. El color de la cola y el vientre también varía entre las subespecies y oscila entre el bermellón y el pardo. Su pico y patas son oscuros, su anillo ocular blanco y sus iris son marrones.

## Distribución y hábitat
Su hábitat natural son las selvas de Brasil, Colombia, Ecuador, Perú y Venezuela.

## Subespecies
Se reconocen cinco subespecies:
- P. m. berlepschi (Salvadori, 1891)
- P. m. chapmani (Bond y de Schauensee, 1940)
- P. m. melanura (Spix, 1824)
- P. m. pacifica (Chapman, 1915)
- P. m. souancei (J. Verreaux, 1858)